# Parafia Przemienienia Pańskiego w Osieku Jasielskim
Parafia Przemienienia Pańskiego w Osieku Jasielskim − parafia rzymskokatolicka znajdująca się w diecezji rzeszowskiej w dekanacie Dębowiec.
Terytorium parafii obejmuje Osiek Jasielski i Świerchową.

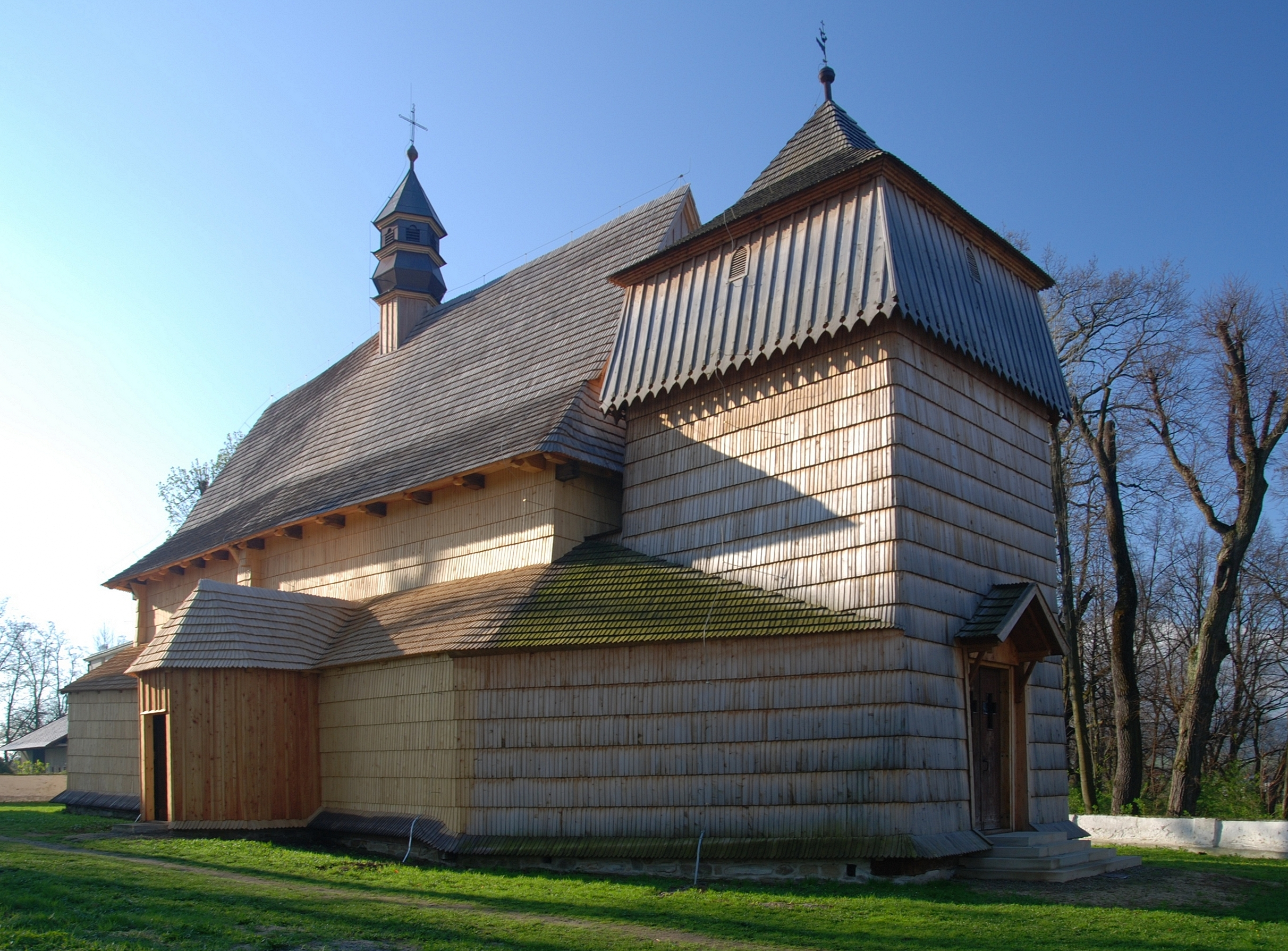
Zabytkowy kościół drewniany